# Frank Warren
Frank Warren est un promoteur de boxe anglais né le 28 février 1952 à Islington.

## Biographie
Il commence sa carrière en 1981 et s'affirme peu à peu comme le principal promoteur britannique de la fin du XXe siècle et du début du XXIe siècle. Warren a ainsi organisé des combats pour Joe Calzaghe, Ricky Hatton, Nigel Benn, Frank Bruno, Naseem Hamed, Steve Collins, Robin Reid, Danny Williams, Johnny Nelson, Richie Woodhall, Scott Harrison, Enzo Maccarinelli et Amir Khan.
Il a également contribué à l'organisation de deux combats de Mike Tyson en 2000 en Grande-Bretagne (contre Julius Francis et Lou Savarese). 

## Distinction
- Frank Warren est membre de l'International Boxing Hall of Fame depuis 2008[1].

## Référence
1. ↑  (en) « Frank Warren », sur www.ibhof.com (consulté le 23 novembre 2011).